# Ideopsis pseudocostalis
Ideopsis pseudocostalis är en fjärilsart som beskrevs av Van Eecke 1914. Ideopsis pseudocostalis ingår i släktet Ideopsis och familjen praktfjärilar. Inga underarter finns listade i Catalogue of Life.